# توغتوبيت

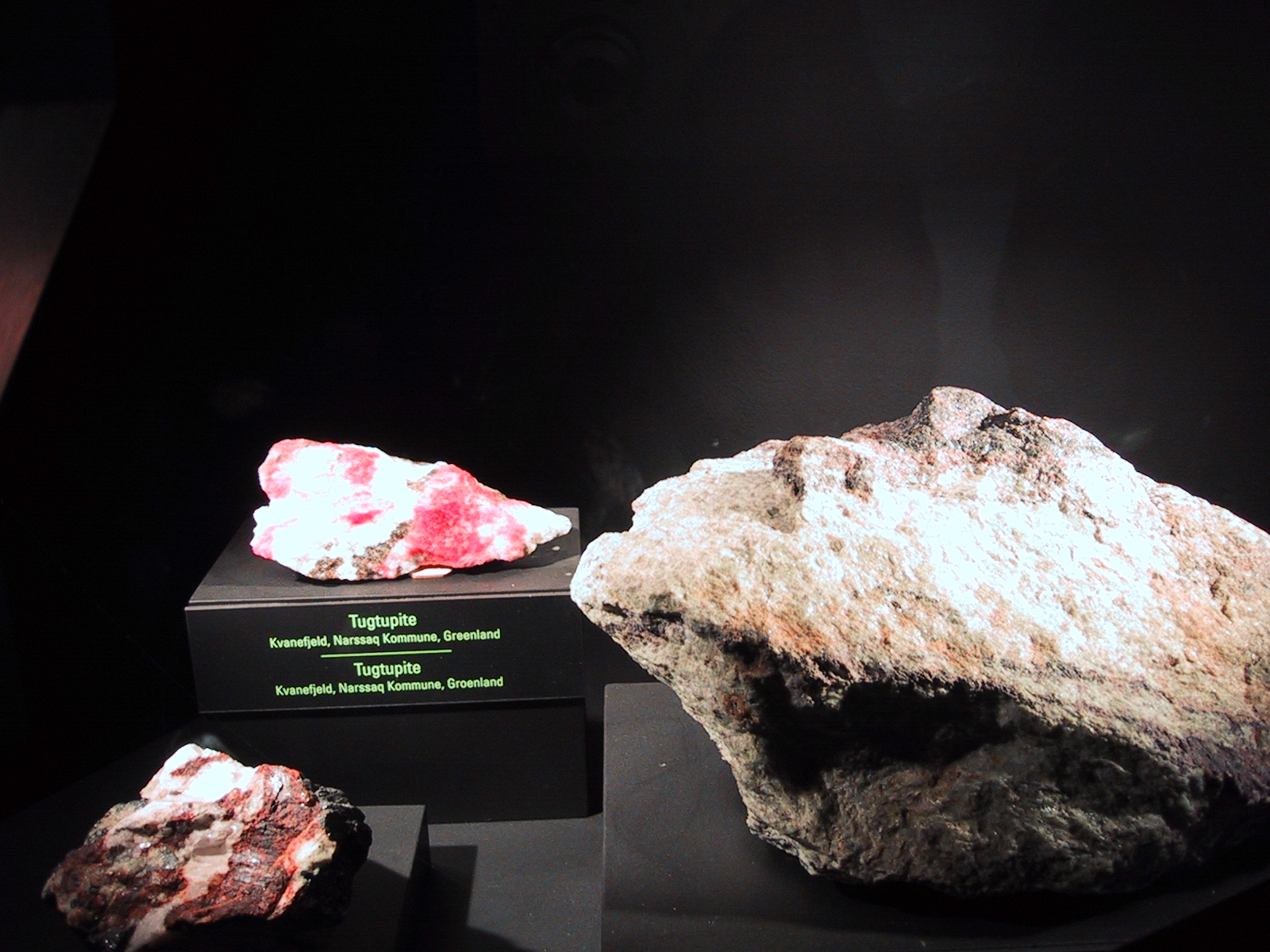
بعض القطع من التوجتوبايت مستخرجة من منجم في كندا.

اكتشف التوغتوبيت لأول مرة عام 1960 في جرينلاند حيث تم نقشه لاستعماله كمجوهرات, وتشمل ألوانه : الأحمر الداكن، القرنفلي الناصع، واللون البرتقالي. وقد يبدو لامعاً عند وضعه في مكان مظلم، والأجزاء الأفتح من الصخر تميل إلى اللون الأبيض؛ ولكن عند تعرضها للضوء تستعيد لونها.

## تواجده
يوجد التوغتوبيت في صورة خام كثيف معتم في عروق البيغماتيت، ويوجد أيضاً في شمال روسيا.

## التسمية
يشتق اسم توغتوبيت' من مكان تواجده وهي مدينة توغتوب في جرينلاند، ويسمى حجر الرنة.

## اقرأ أيضاً
- صوداليت
- نيفيلين
- هاوين

## مصدر
- الدليل المرئي للأحجار الكريمة على اختلاف أنواعها.